# Верхній Салтів
Ве́рхній Са́лтів — село в Україні, у Вовчанській міській громаді Чугуївського району Харківської області.

## Географія

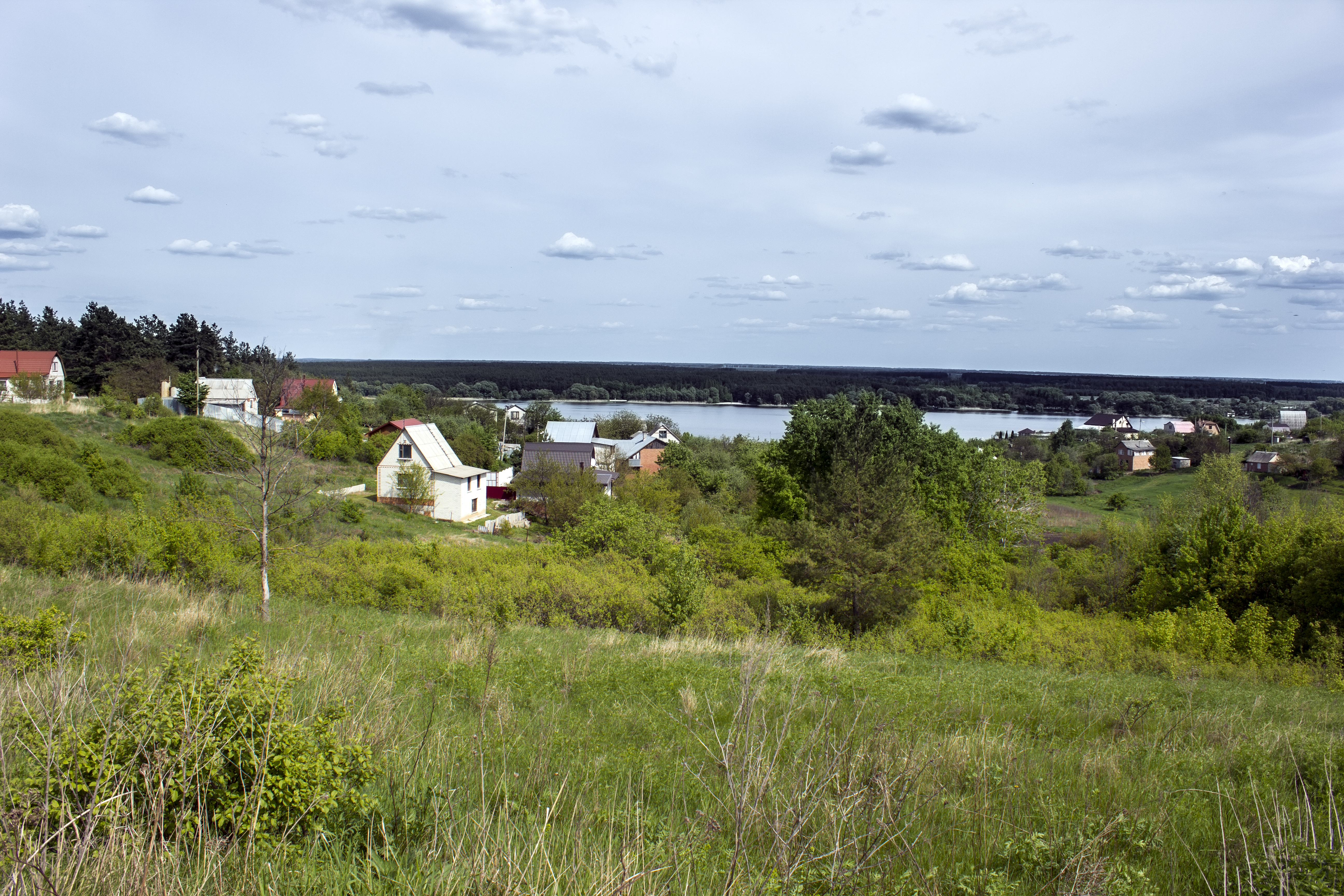
Вид на Сіверський Донець

Село Верхній Салтів знаходиться на правому березі Печенізького водосховища (річка Сіверський Донець), вище за течією на відстані 2 км розташоване село Рубіжне, нижче за течією за 4 км — селище Старий Салтів, на протилежному березі — село Металівка, на відстані в 1 км знаходиться село Замулівка.
Село оточують лісові масиви (дуб, сосна)

## Назва
Село отримало таку назву ВЕРХНІЙ, оскільки розташовано на високому правому березі річки Сіверський Дінець (45 м над рівнем річки). Також Верхній Салтів знаходиться вище за течією річки ніж сусіднє село Старий Салтів. Друга частина назви САЛТІВ епонімно виходить від фольклорного слова тюркського походження САЛТАНЪ — султан, володар, цар. Бо саме тут у ранньому середньовіччі знаходилося протомісто із місцем проживання та керування місцевістю ставлеником Хазарського каганату.

## Герб
Одну з найбільш складних іконографій з-поміж міських гербів Слобідської України має геральдичний сюжет на печатці сотенного містечка Салтів Харківського полку 1764 року. В її полі представлено рідко вживаний в козацькому герботворенні чотиридільний щит, у першій і четвертій частинах якого зображено тригір’я з двома гороховими стеблами, а в другій і третій – виноградне ґроно з листям. Над щитом розташовано шолом із наметом, у нашоломнику виникає орел під князівською короною, внизу перехрещено дві пальмові галузки.

## Історія

### Сива Давнина
Розкопки, розпочаті у 1900 році на правому березі Сіверського Дінця, виявили спочатку могильник, а пізніше селище та городище VIII-Х століть. Матеріали розкопок дали назву особливій салтівській культурі , залишеній племенами аланів та протоболгар, що входили до складу поліетнічного племінного об'єднання -Хазарського каганату. Городище та могильники належать до археологічних цінностей світового значення. Із Салтівською культурою пов'язують предків сучасних жителів Північного Кавказу та Дагестану.

### Заснування села
Містечко Салтів вперше згадується як старе городище в Книзі Великому Кресленню у 1627 році, а в 1639 р. його заселили козаки гетьмана Якова Остряниці. З їх відходом у 1641 р. Салтів знову згадується як городище на високому правому березі річки Сіверський Донець, і тільки у 1650 р. тут починають нести службу чугуївські станичники. У 1652 р. царський указом тут поселені 19 дітей боярських. 
У 1660 році на старому городищі і старих кам'яних підставах ще древньої хозарської фортеці, тут зводиться новий дерев'яний острог.

### Батьківщина донського отамана
Одним з перших жителів слободи Салтів був Опанас Абакумович Булавін, що також походив з дітей боярських і з 1659 року був записаний в рейтари. На 1660-й рік він вже значився у Салтові «з пищаллю». У сім'ї в Опанаса Булавіна було троє синів, старший Федір народився близько 1653 року і, швидше за все, не в Салтові. А ось брати його Іван (1660 р.н.) і Кіндрат Булавін (1667 р.н.) однозначно народилися у Салтові. 
Відсутність земельного наділу змусило Панаса Булавіна 1675 року просити у царя Олексія Михайловича виділити йому землю. В якому точно році поки невідомо, але земля при селі Салтів йому була нарізана. Проте, на 1686 рік Опанас Булавін вже втік з сім'єю на Дон, де був обраний отаманом у станиці Трьохізбянській — звідти і починається «зарахування» Булавіних до донського козацтва.
Кіндрат Булавін у 1703 році буде обраний отаманом у місті Бахмуті, а у жовтні 1707 року очолить повстання проти московського уряду.

### Подальші події
За даними на 1864 рік у казенній слободі Старосалтівської волості Вовчанського повіту мешкало 2082 особи (1073 чоловічої статі та 1005 — жіночої), налічувалось 418 дворових господарств, існувала православна церква.
Станом на 1914 рік кількість мешканців зросла до 8092 осіб.
Село постраждало внаслідок геноциду українського народу, проведеного урядом СССР в 1932—1933 роках, кількість встановлених жертв в Рубіжному, Байраці, Верхньому Салтові, Замулівці —528 людей.
12 червня 2020 року, відповідно до Розпорядження Кабінету Міністрів України  № 725-р «Про визначення адміністративних центрів та затвердження територій територіальних громад Харківської області», увійшло до складу Вовчанської міської громади.
19 липня 2020 року, в результаті адміністративно-територіальної реформи та ліквідації Вовчанського району, село увійшло до складу Чугуївського району.

## Населення

### Мова
Розподіл населення за рідною мовою за даними перепису 2001 року:
| Мова       | Відсоток |
| ---------- | -------- |
| українська | 84,87%   |
| російська  | 13,45%   |
| вірменська | 0,84%    |
| білоруська | 0,84%    |

## Пам'ятки

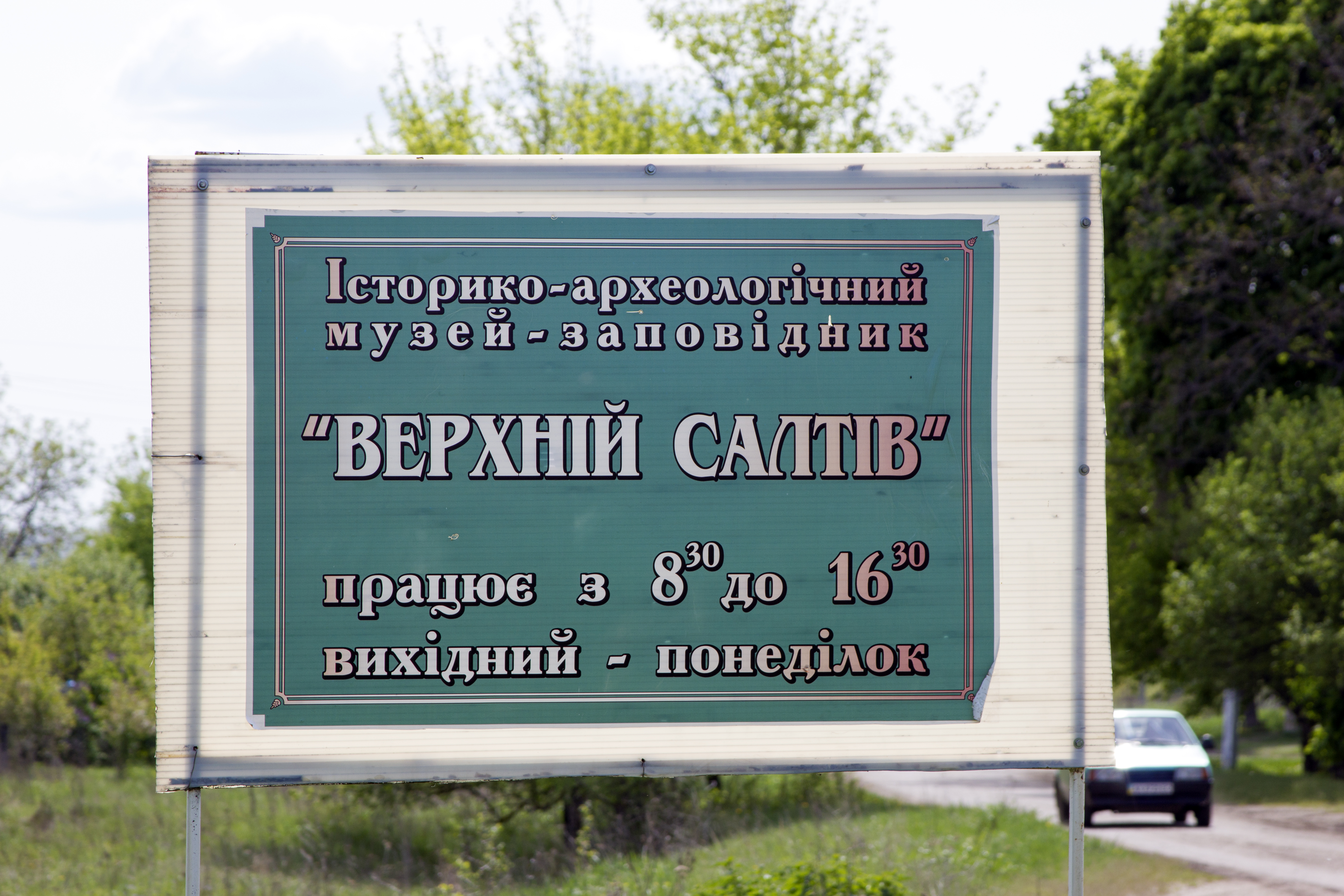
Музей

- Історико-археологічний музей-заповідник «Верхній Салтів».

У 1900 році вчитель сільської школи В. О. Бабенко, розчищаючи розмитий водою схил одного з тутешніх ярів, виявив досить добре збережене давнє катакомбне поховання. Тепер можна вважати встановленим, що на місці сучасного села в VIII—X ст. існувало велике місто з селищем, посадом та цитаделлю. Поряд розташовувалися величезні за площею катакомбні і ґрунтові могильники, залишені населенням різного етнічного походження.

## Відомі люди

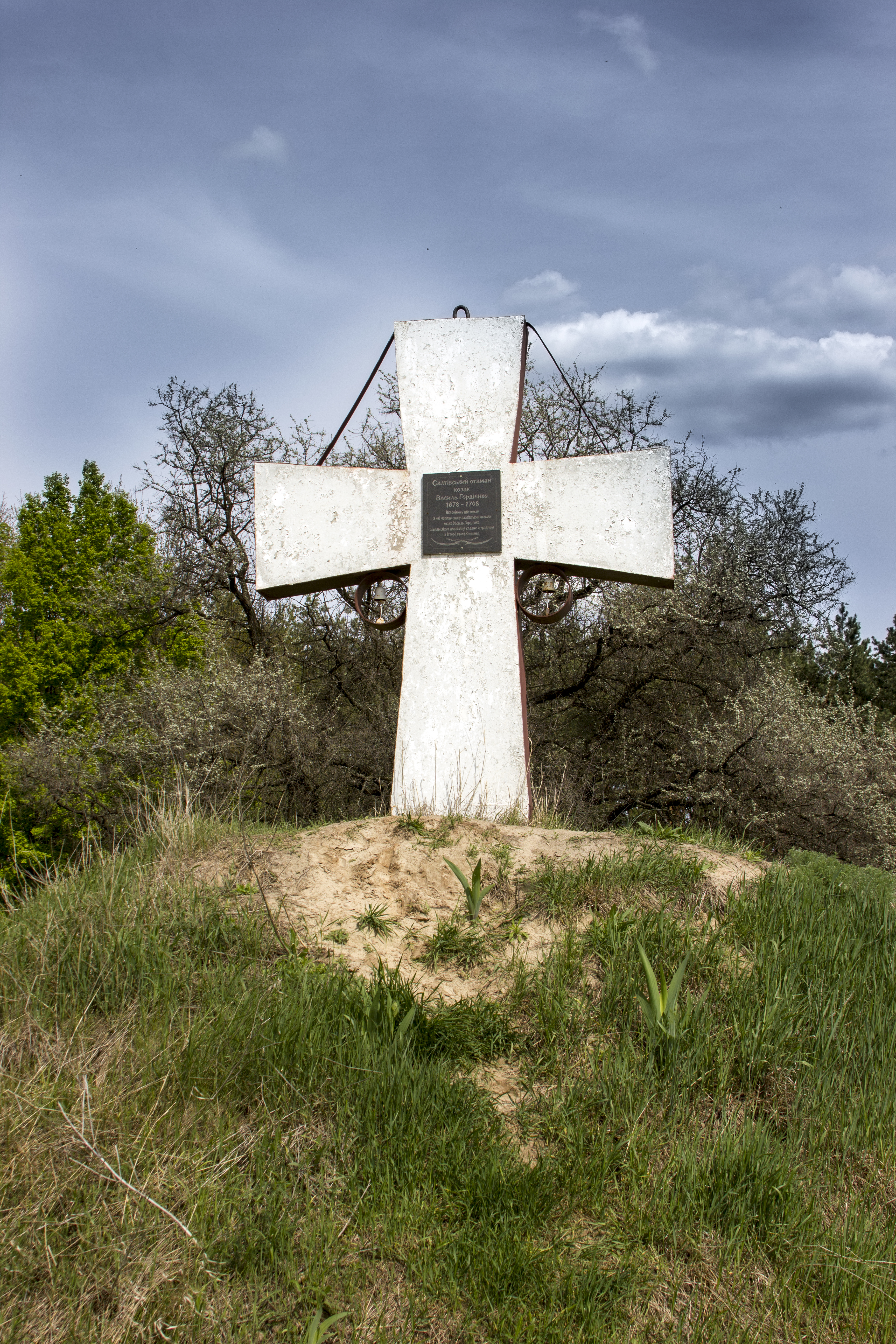
Пам'ятний хрест салтівському отаману Василю Гордієнку

У Верхньому Салтові похований козацький отаман Василь Гордієнко. Відомо, що 1696 року він брав участь у завоюванні турецьких укріплень на Азові, що мало велике значення для Азовської кампанії Петра І.
В селі народився Помазунов Олександр Іванович — радянський військовий льотчик, Герой Радянського Союзу.

## Галерея

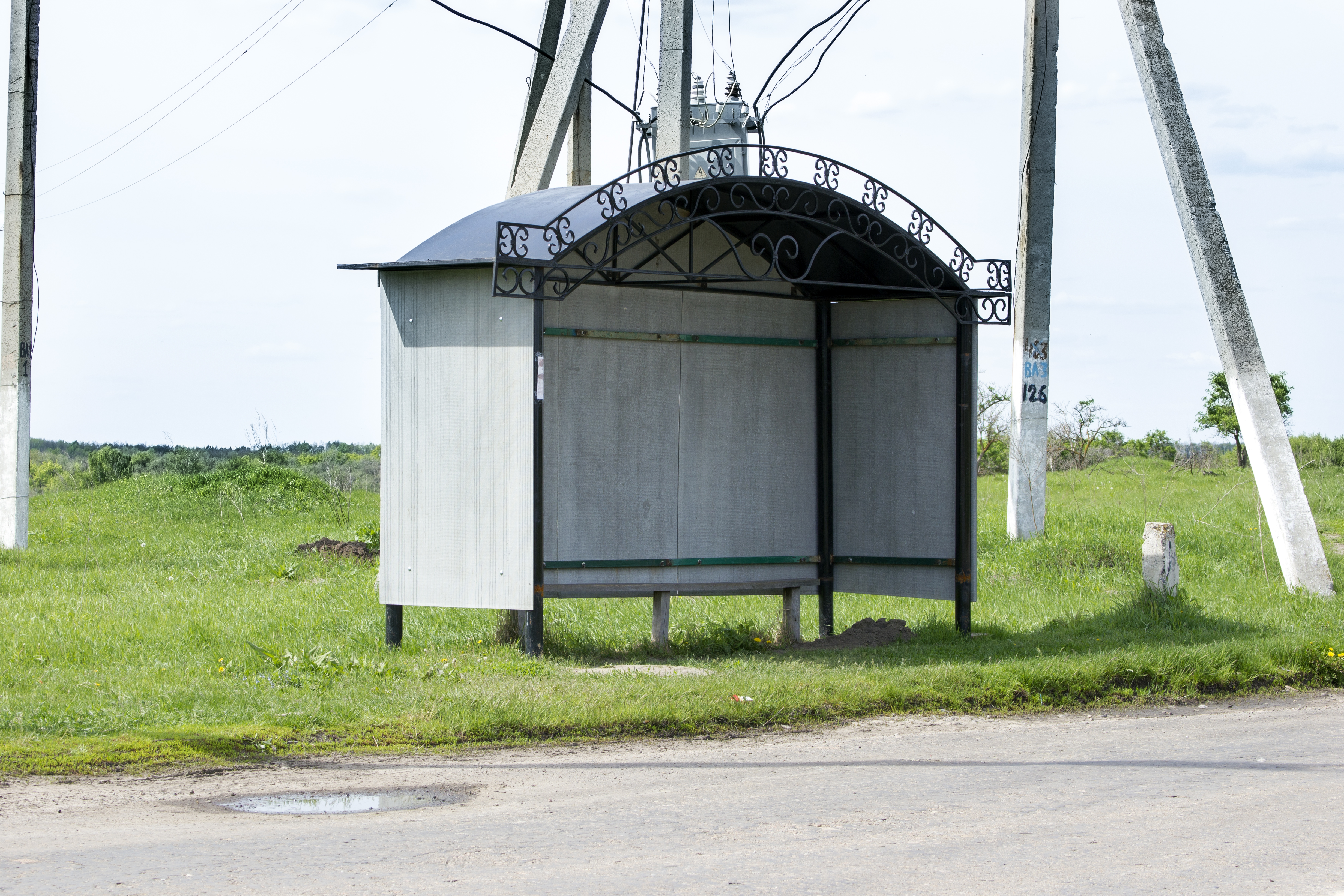
Автобусна зупинка
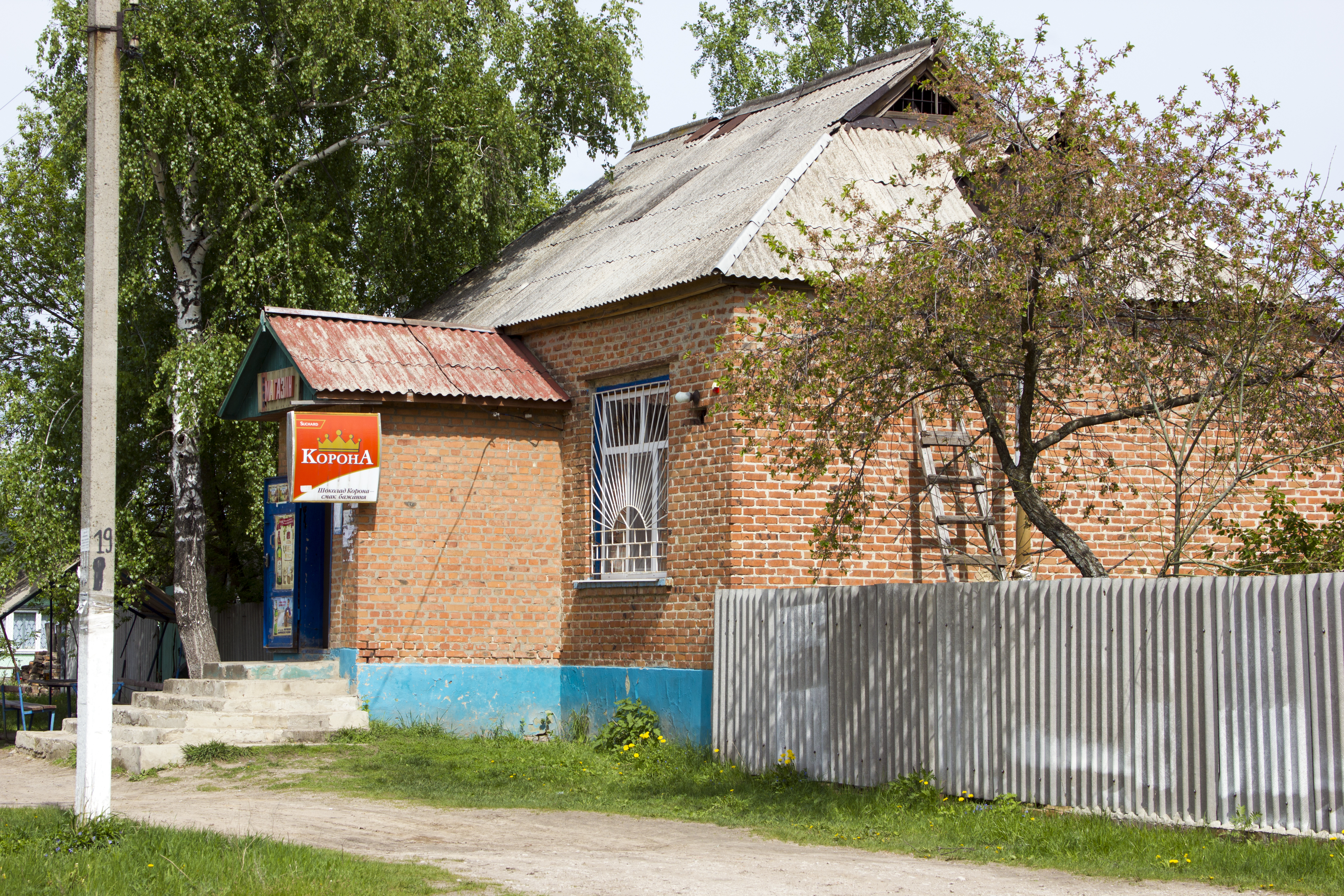
Продуктовий магазин
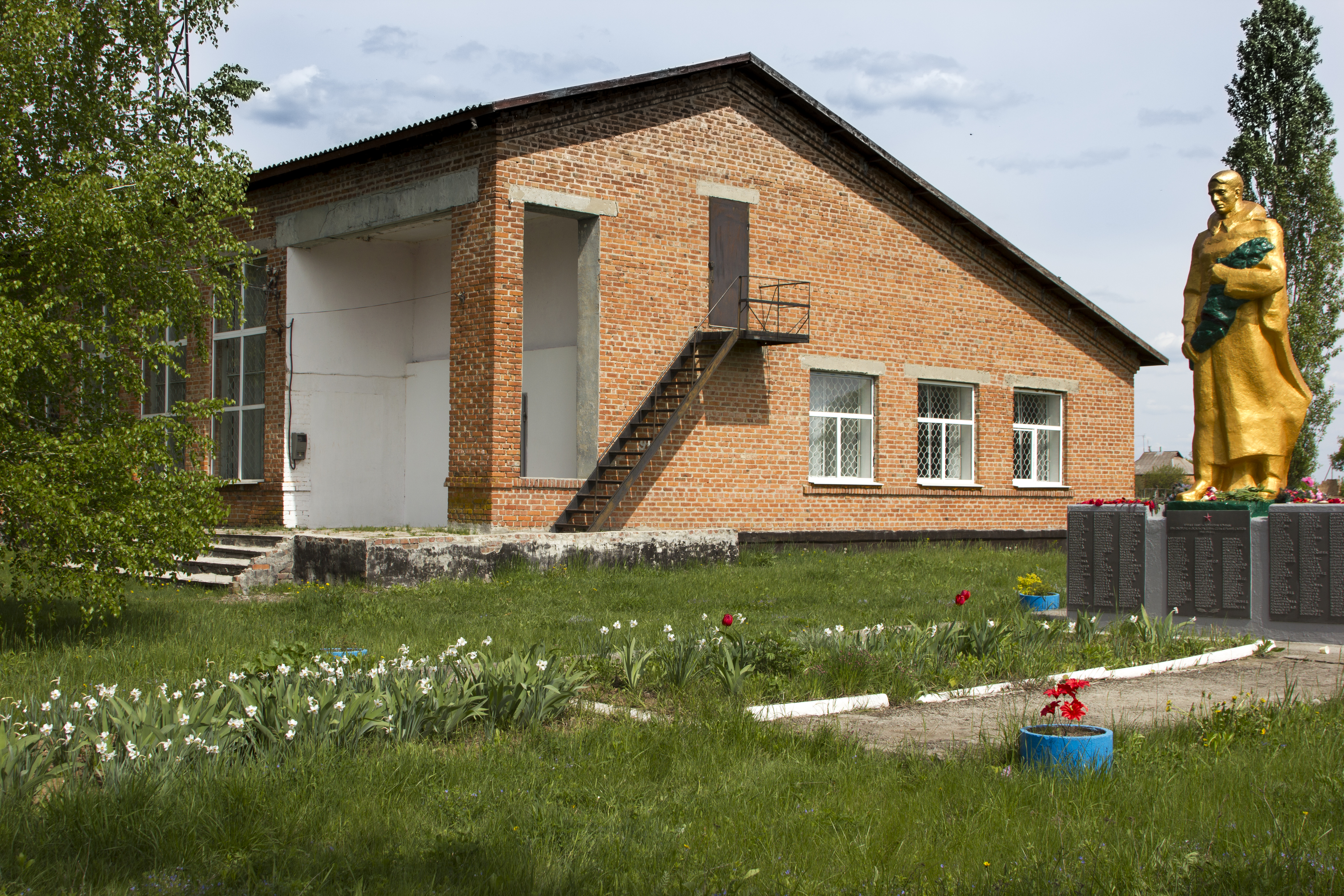
Історико-археологічний музей
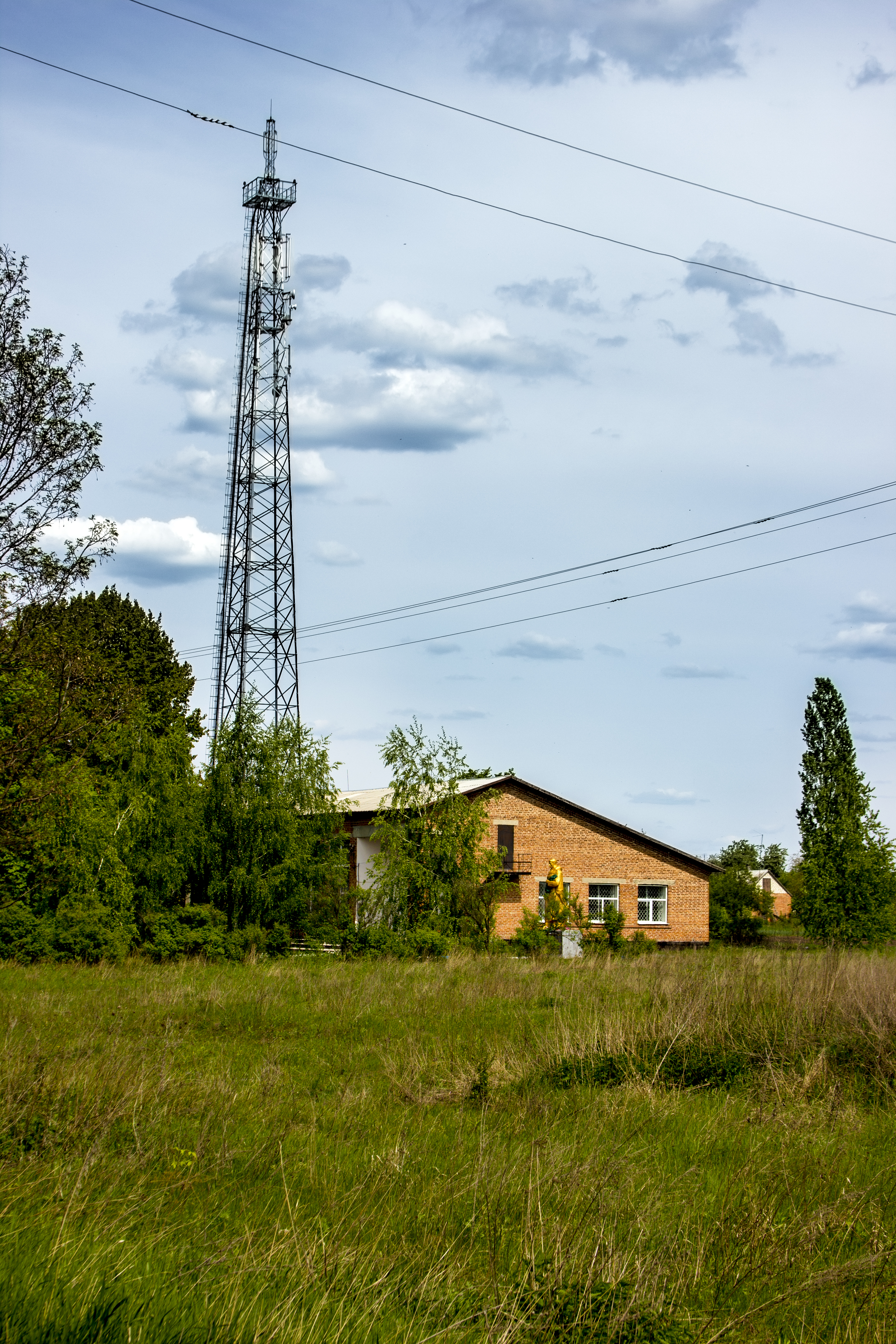
Вежа мобільного зв'язку
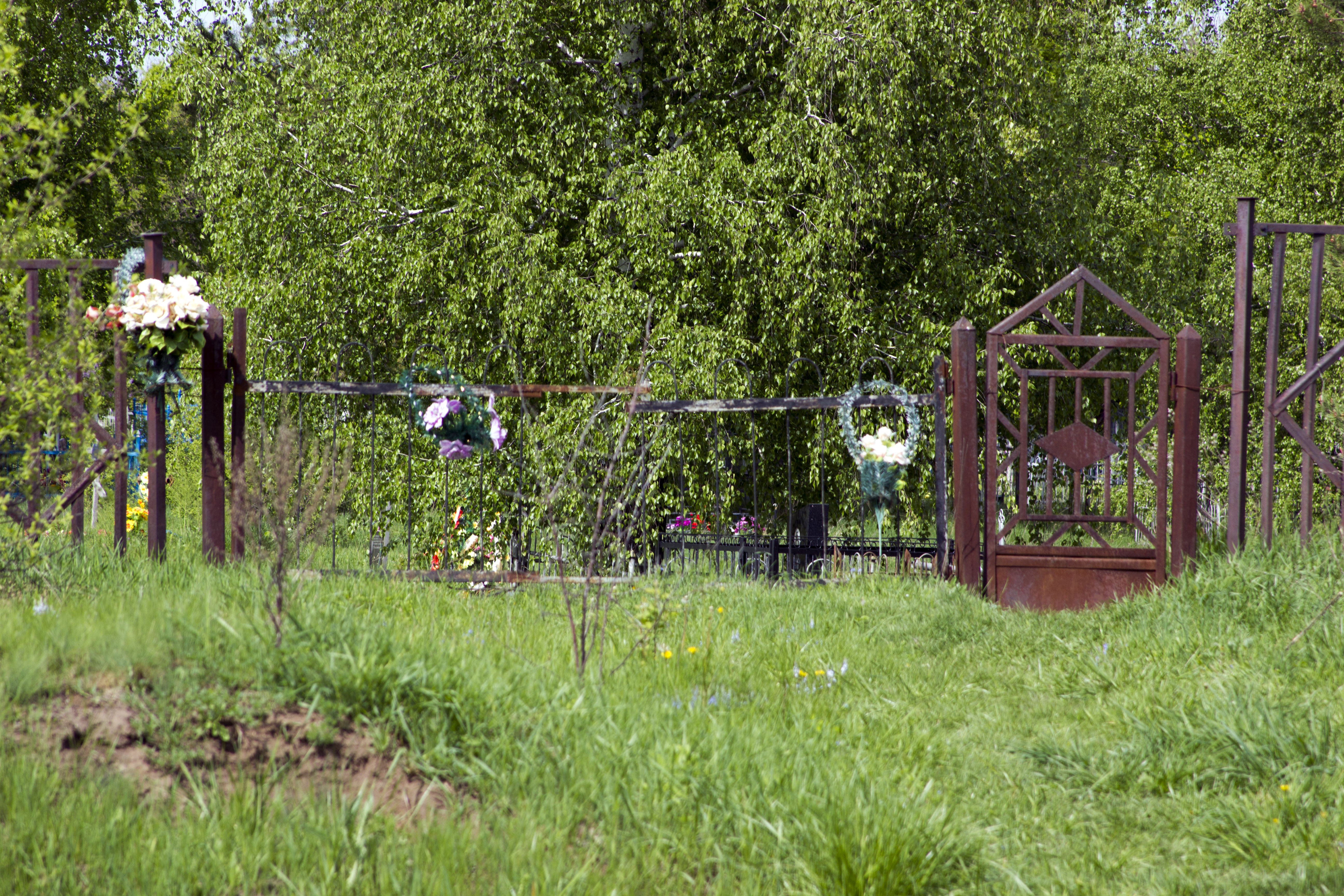
Вхід до кладовища
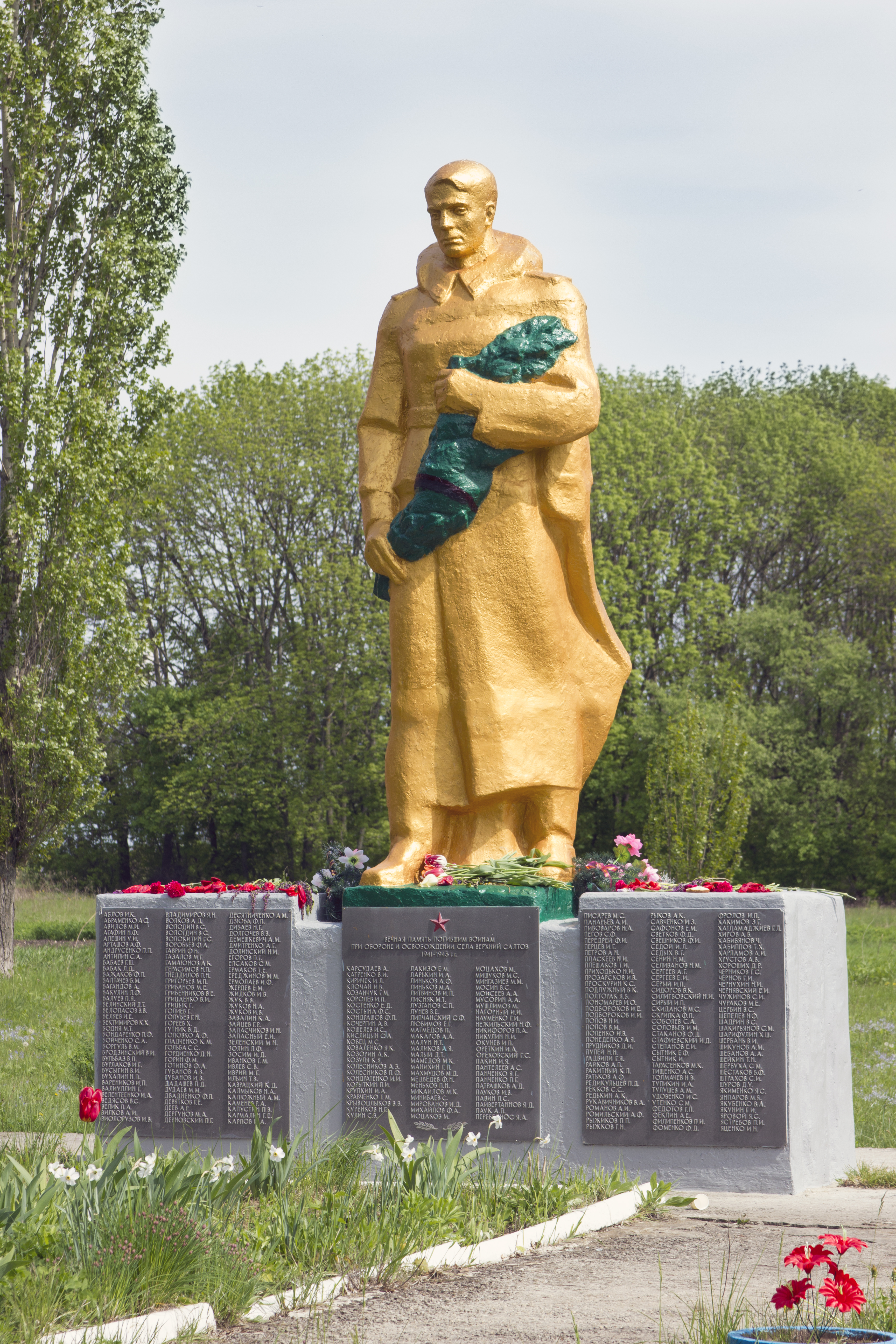
Братська могила
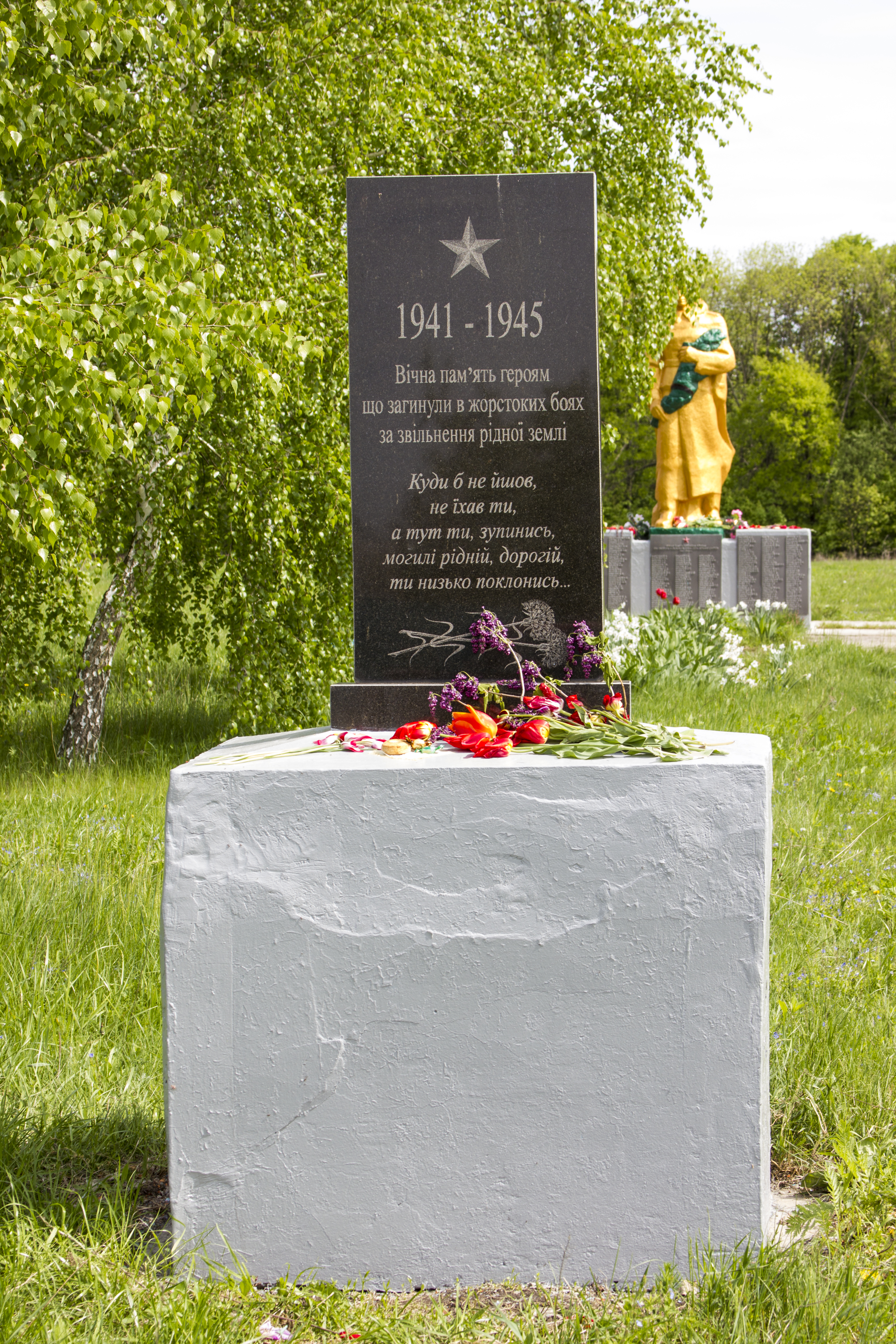
Братська могила
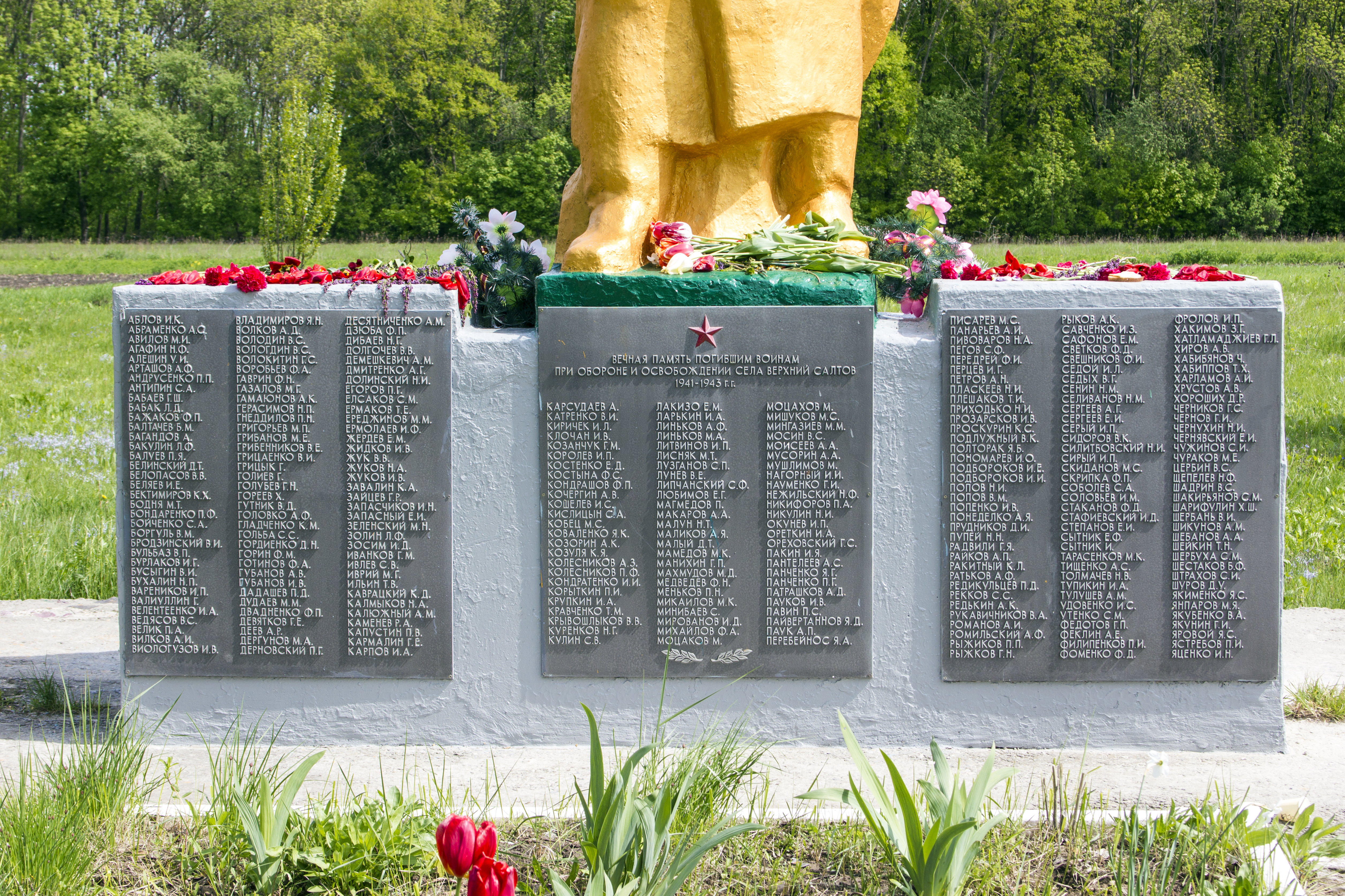
Братська могила
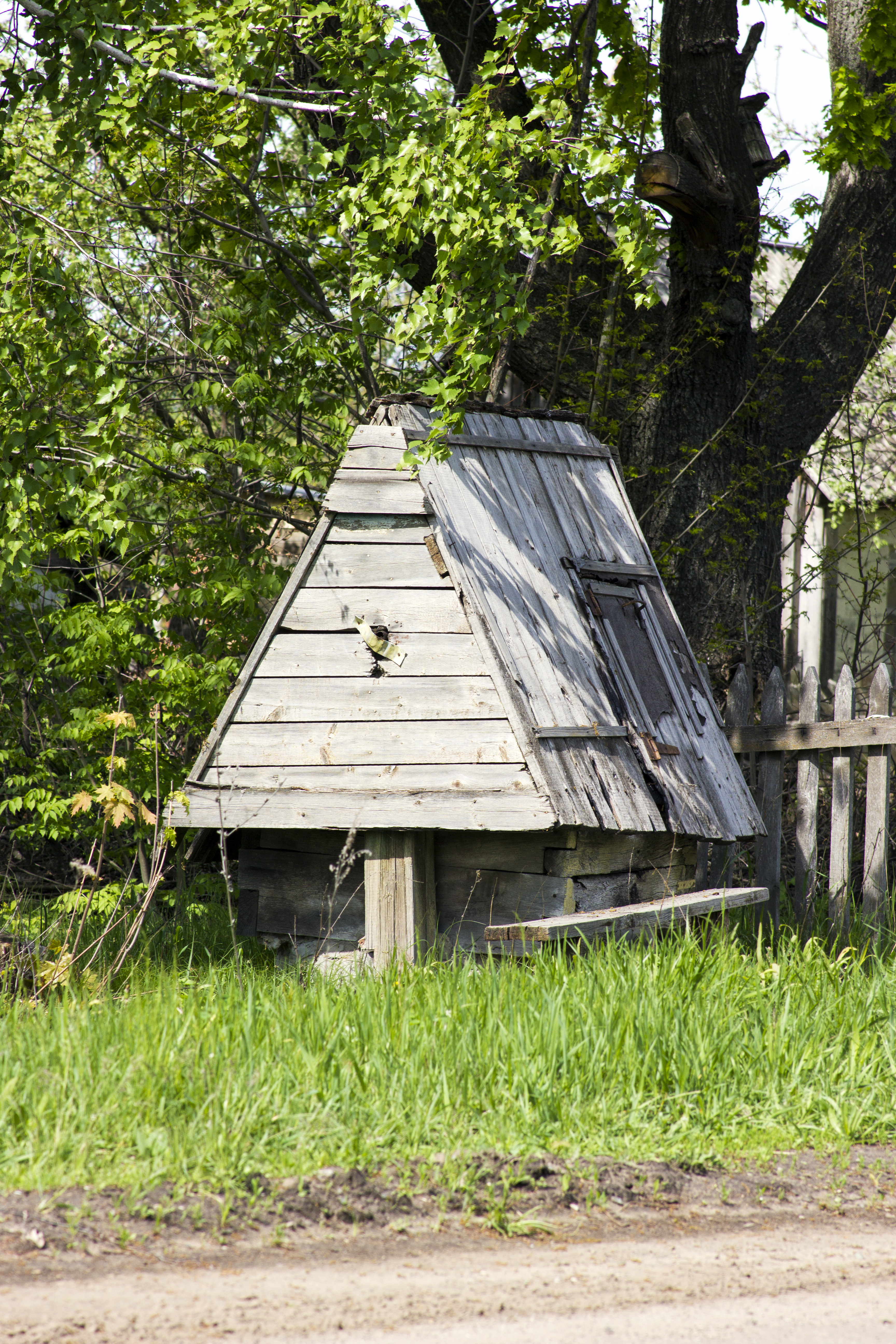
Колодязь